# Lorena del Mar Trujillano Gallardo
Lorena del Mar Trujillano Gallardo (Santa Cruz de Tenerife, Islas Canarias, España, 26 de noviembre de 1999) es una árbitra de fútbol española adscrita al comité andaluz del Comité Técnico de Árbitros. Desde la temporada 2024-25 dirige en la Primera División Femenina (Liga F), a la que ascendió como única colegiada principal en ese curso y convirtiéndose en la más joven de la categoría.

## Trayectoria
Nacida en Santa Cruz de Tenerife y afincada en Jerez de la Frontera, se formó en el arbitraje andaluz. Fue la primera mujer de Andalucía en ascender a Tercera Federación (categoría masculina) en la temporada 2022-23, en la que dirigió 8 encuentros del Grupo X.
En fútbol femenino, arbitró dos campañas en Primera Federación FUTFEM (2022-23 y 2023-24) antes de su promoción a Liga F para 2024-25.
El 24 de marzo de 2021 actuó como cuarta árbitra en un encuentro de la máxima categoría femenina (Sporting de Huelva–Real Sociedad) designado por el CTA.

## Estadísticas
Según BDFutbol, hasta el 17 de agosto de 2025 ha dirigido en competiciones estatales femeninas:
| Competición                        | Años      | Partidos | Tarjetas (A/R) |
| ---------------------------------- | --------- | -------- | -------------- |
| Primera Federación FUTFEM          | 2022–2024 | 23       | 67 / 3         |
| Primera División Femenina (Liga F) | 2024–2025 | 16       | 52 / 2         |

Fuente: BDFutbol (actualizado a 17/08/2025).